# Đại phân tử

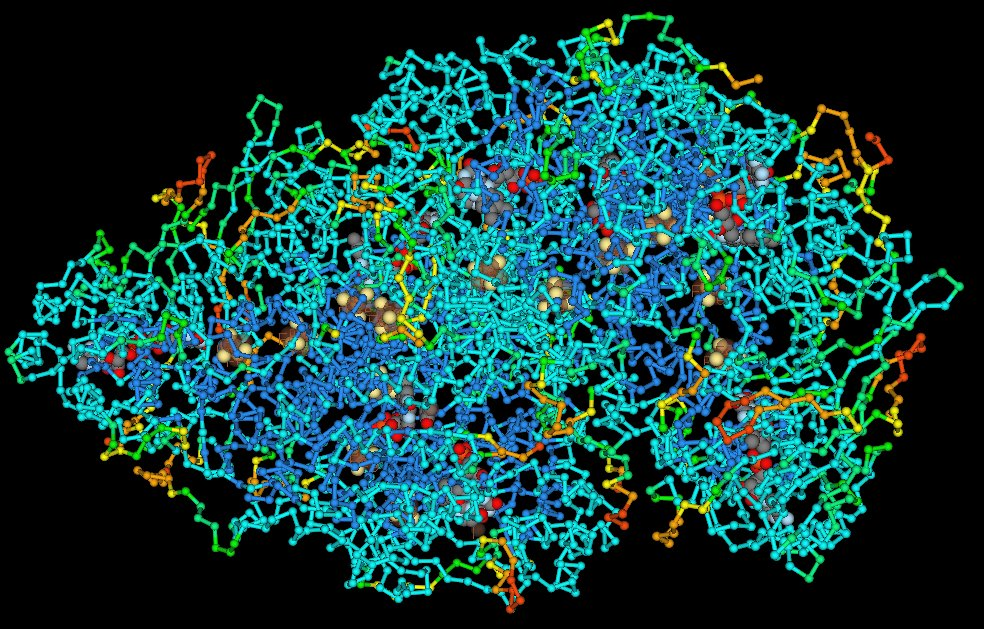
Cấu trúc hóa học của một đại phân tử polypeptide.

Đại phân tử là loại phân tử rất lớn thường được tạo ra bởi phản ứng trùng hợp của các đơn vị nhỏ hơn (monomer). Các đại phân tử điển hình thường chứa hàng nghìn đến hàng chục nghìn nguyên tử. Đại phân tử hay gặp trong hóa sinh đó là polyme sinh học (biopolymer) (axit nucleic, protein, cacbohydrat và polyphenol) và các phân tử phi polyme lớn (như là lipid và macrocycle). Các đại phân tử tổng hợp thường thấy bao gồm chất dẻo và sợi tổng hợp cũng như các vật liệu trong phòng thí nghiệm như ống nano cacbon.

## Định nghĩa
Một phân tử có phân tử lượng tương đối lớn, với cấu trúc chủ yếu chứa
các tiểu phân lặp lại, mà thực chất hoặc theo khái niệm, từ
các phân tử có phân tử lượng tương đối thấp.
Chú thích
1. Trong nhiều trường hợp, đặc biệt với các polyme tổng hợp, một phân tử có thể xem là
có phân tử lượng tương đối lớn nếu khi thêm vào hoặc bớt đi một hoặc
một vài tiểu phân không làm ảnh hưởng đến các tính chất của phân tử đó. Phát biểu này
không đúng đối với một số đại phân tử vì tính chất của chúng
phụ thuộc hoàn toàn vào từng cấu trúc chi tiết.

Thuật ngữ macromolecule (macro- + molecule) được nhà hóa học Hermann Staudinger đoạt giải Nobel nêu ra đầu tiên trong thập niên 1920, mặc dù bài báo khoa học đầu tiên của ông liên quan tới lĩnh vực này chỉ đề cập tới hợp chất cao phân tử (có nhiều hơn 1.000 nguyên tử). Ở thời điểm đó thuật ngữ polymer, được Berzelius giới thiệu năm 1833, có ý nghĩa khác với cách sử dụng ngày nay: nó chỉ đơn giản là một dạng khác của đồng phân ví dụ như benzene và acetylene và không xem xét nhiều về kích cỡ.
Có sự khác nhau trong việc sử dụng thuật ngữ phân tử lớn giữa các ngành khoa học. Ví dụ, ngành sinh học coi đại phân tử là bốn loại phân tử lớn (protein, lipid, cacbohydrat và axit nucleic) cấu tạo nên sinh vật, còn trong hóa học, thuật ngữ có thể nhắc tới phức hợp của hai hoặc nhiều phân từ liên kết với nhau bởi lực liên phân tử hơn là liên kết cộng hóa trị mà chưa thực sự bị tách ra.
Theo định nghĩa chuẩn của IUPAC, thuật ngữ đại phân tử được sử dụng trong khoa học polyme là nhắc tới một phân tử đơn lẻ. Ví dụ, một phân tử polyme được miêu tả là "đại phân tử" hoặc "phân tử polyme" hơn là một "polyme", mà gợi ý đó là hợp chất của đại phân tử.
Với kích thước lớn cho nên đại phân tử thường không phù hợp khi chỉ miêu tả bằng các thuật ngữ của hóa học lượng pháp (stoichiometry). Cấu trúc của các đại phân tử đơn giản, như polyme đồng nhất (homopolymer), có thể coi như là từng tiểu đơn vị monome và có khối lượng bằng tổng khối lượng phân tử của monome. Mặt khác, các đại phân tử sinh học phức tạp, đòi hỏi phải miêu tả cấu trúc từ nhiều góc độ như cấu trúc thứ bậc dùng để miêu tả protein. Trong tiếng Anh-Anh, từ "macromolecule" thường được gọi là "high polymer".
Tạp chí Biomacromolecules chuyên đăng tải các kết quả nghiên cứu về những loại đại phân tử khác nhau.